# Nunciatura Apostólica en la República Dominicana
La Nunciatura apostólica en la República Dominicana es la embajada de la Santa Sede en la República Dominicana. Es una oficina diplomática de la Santa Sede, cuyo representante se llama Nuncio apostólico y tiene rango de embajador.
Habitualmente el nuncio apostólico en República Dominicana recibe también el encargo de la Delegación apostólica en Puerto Rico.

## Historia
La Santa Sede envío un delegado apostólico para la República Dominicana en 1874, después de los conflictos del siglo XIX en La Española y el inicio de la presidencia de Ignacio María González. En 1881 se incluyó a la República Dominicana en la Delegación apostólica en las Antillas.
En 1930 se decidiría elevar la delegación apostólica circunscrita a la República Dominicana a una Nunciatura apostólica que coincidió con el inicio del gobierno de Rafael Leónidas Trujillo.

## Nuncios Apostólicos
Nuncios desde el siglo XXI
- François Bacqué (7 de junio de 1994 - 27 de febrero de 2001)
- Timothy Broglio (27 de febrero de 2001 – 19 de noviembre de 2007)
- Józef Wesołowski (24 de enero de 2008 – 21 de agosto de 2013)
- Jude Thaddeus Okolo (7 de octubre de 2013 – 13 de mayo de 2017)
- Ghaleb Moussa Abdalla Bader (24 de agosto de 2017 - 15 de febrero de 2023)
- Piergiorgio Bertoldi (Desde el 18 de mayo de 2023)